# Trang viên kiểu Baroque tại Długopole Górny
Trang viên kiểu Baroque tại Długopole Górny (tiếng Ba Lan: Dwór barokowy w Długopolu Górnym) xây dựng vào năm 1784 và tái thiết vào thế kỷ 19.

## Vị trí
Trang viên nằm ở trung tâm Długopole Górne - một ngôi làng thuộc gmina Międzylesie (gmina là một đơn vị hành chính tương đương cấp xã), huyện Kłodzko, tỉnh Dolnośląskie, Ba Lan.

## Lịch sử
Trang viên được xây dựng vào năm 1784  và tái thiết vào thế kỷ 19. Theo quyết định của Cục bảo tồn di tích của gmina, trang viên được đưa vào sổ đăng ký di tích ngày 22 tháng 12 năm 1971.

## Kiến trúc
Trang viên được xây dựng theo lối kiến trúc baroque là một tòa nhà bằng đá và gạch trên một mặt bằng hình chữ nhật, được lợp bởi một mái nhà hình vòm.  Khung cửa sổ bằng đá, bao quanh là lưới chắn phong cách baroque nhằm bảo quản ô cửa sổ ở tầng trệt.  Có hai cổng dẫn vào bên trong. Ở giữa ngôi nhà có lối đi dẫn lên cầu thang. Bên cạnh trang viên còn có các ngôi nhà làm trang trại lớn và khu di tích còn sót lại của khu vườn cổ. 

## Một số hình ảnh

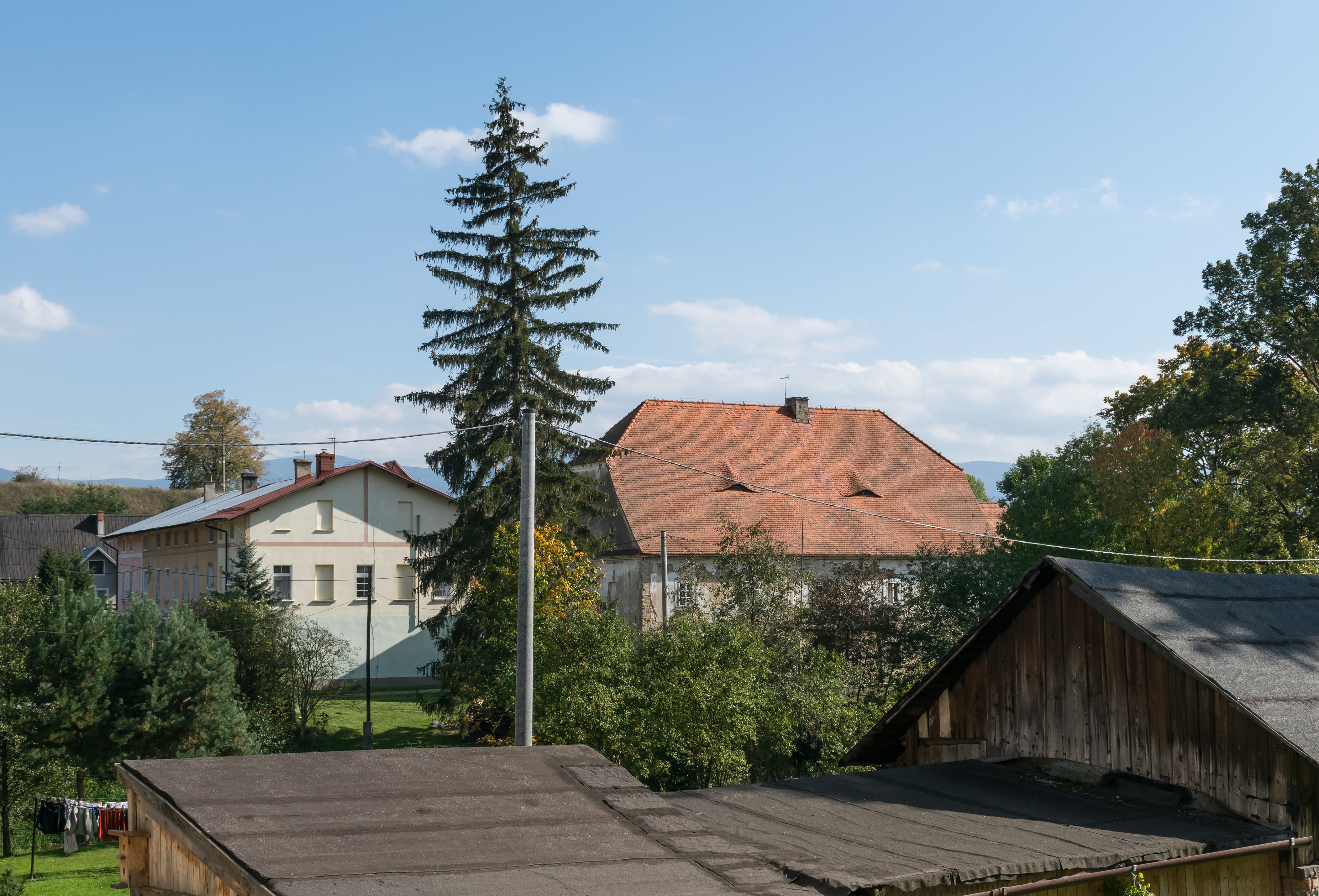
Ngôi nhà nhìn từ phía tây bắc
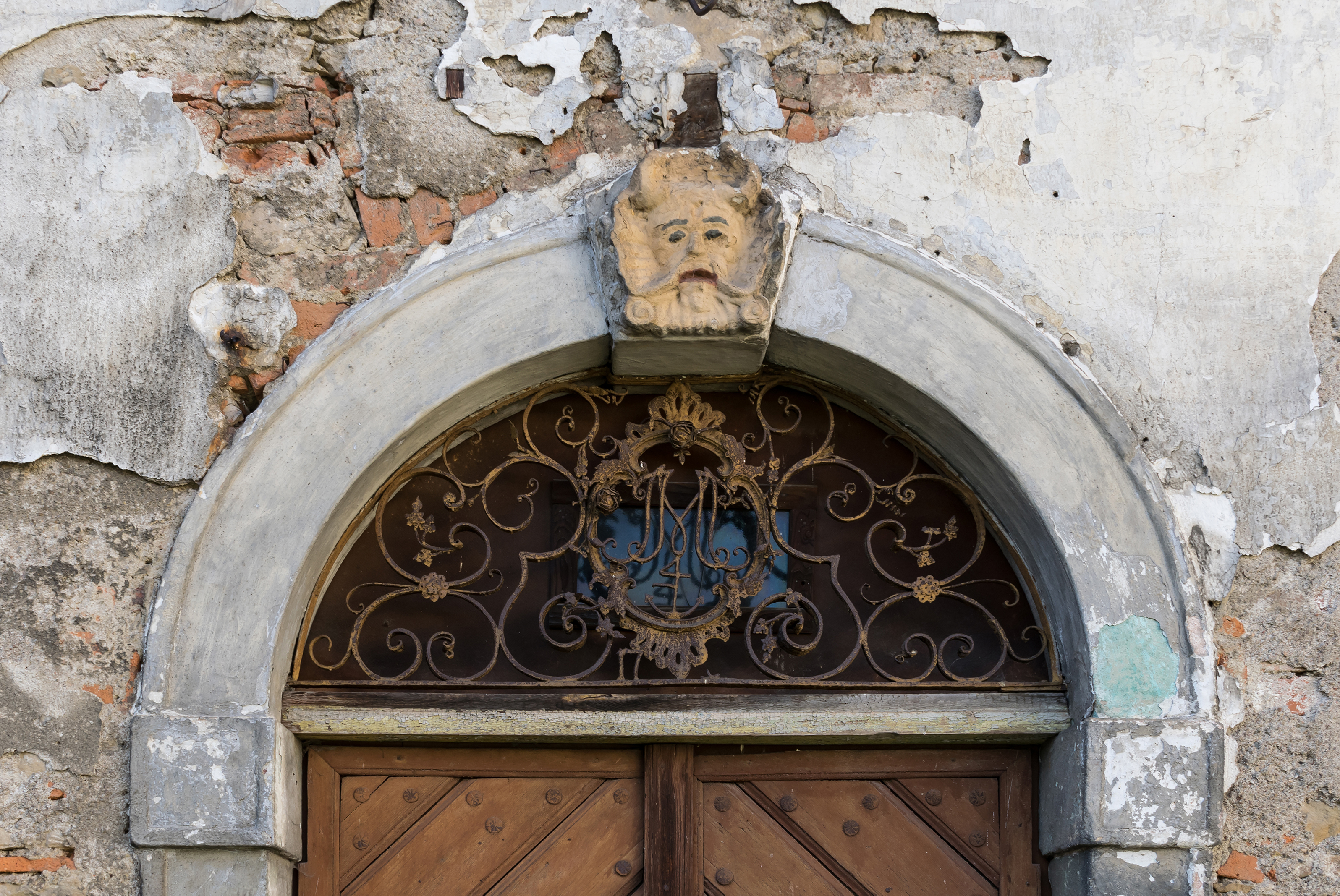
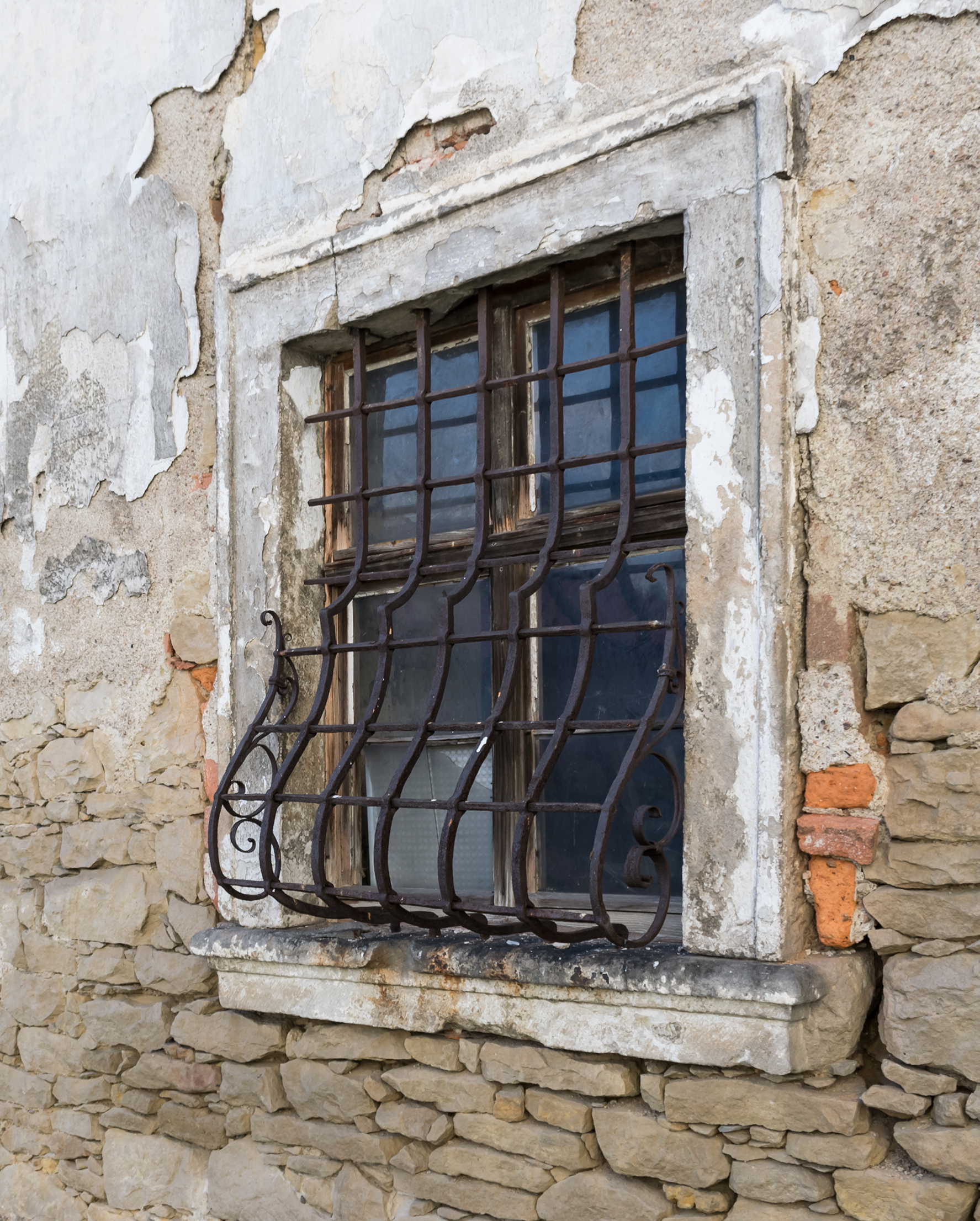
Cửa sổ ở tầng trệt